# Phạm Quang Khải
Phạm Quang Khải (sinh ngày 4 tháng 11 năm 1954) là đại biểu Quốc hội Việt Nam khóa 13, thuộc đoàn đại biểu Bà Rịa – Vũng Tàu.

## Tiểu sử
Phạm Quang Khải sinh ngày 4 tháng 11 năm 1954, người dân tộc Kinh, không theo tôn giáo nào, quê quán tại xã Long Phước, thành phố Bà Rịa, tỉnh Bà Rịa – Vũng Tàu.
Ông có bằng cử nhân ngành Văn hóa.
Ngày 11 tháng 11 năm 1975, Phạm Quang Khải gia nhập Đảng Cộng sản Việt Nam. Sau đó ông học tập và có bằng cử nhân lí luận chính trị Đảng Cộng sản Việt Nam.
Phạm Quang Khải từng là Phó Bí thư Tỉnh ủy tỉnh Bà Rịa – Vũng Tàu.
Từ 2011 đến 2016, Phạm Quang Khải là Đại biểu Quốc hội Việt Nam khóa 13 tỉnh Bà Rịa – Vũng Tàu.
Phạm Quang Khải nghỉ hưu từ ngày 01/12/2014 theo Quyết định số 1408-QĐNS/TW.